# Ryan Lilja
Ryan Matthew Lilja (Kansas City, 15 ottobre 1981) è un ex giocatore di football americano statunitense che ha militato nel ruolo di offensive lineman nella National Football League (NFL).

## Carriera

### Kansas City Chiefs
Lilja firmò con i Kansas City Chiefs dopo non essere stato scelto nel Draft NFL 2004. Fu svincolato il 5 settembre 2004, con l'intenzione di farlo passare alla squadra di allenamento se non avesse firmato con nessun'altra squadra.

### Indianapolis Colts
Il 6 settembre 2004, Lilja firmò con gli Indianapolis Colts. Nella stagione 2006 vinse il Super Bowl XLI battendo i Chicago Bears.
Lilja rifirmò con i Colts il 19 febbraio 2008 un contratto quinquennale del valore di 20 milioni di dollari. Fu svincolato l'8 marzo 2010. Complessivamente disputò 59 gare su 66 per i Colts, raggiungendo per due volte il Super Bowl.

### Second stint with Chiefs
Il 16 marzo 2010, Lilja firmò per fare ritorno ai Kansas City Chiefs.

### Denver Broncos
Dopo avere annunciato il ritiro il 31 dicembre 2012, Lilja firmò con i Denver Broncos il 31 luglio 2013. Fu svincolato il 31 agosto 2013.

## Palmarès
- Super Bowl : 1

Indianapolis Colts: Super Bowl XLI
- American Football Conference Championship: 2

Indianapolis Colts: 2006, 2009